# اندیس آنومالی کوران
آنومالی کوران یک اندیس فلزی است که در حوالی شهر دوستان استان آذربایجان غربی قرار دارد و مادهٔ معدنی موجود در آن، طلا است.سنگ میزبان این اندیس گرانیت، افیولیت است  در این اندیس، پاراژنز‌های نقره، طلا، باریت، آمیتیست، فلوئوریت، کلریت، هماتیت، پیریت، کرومیت و تورمالین یافت می‌شوند.